# Rhipidia euterpe
Rhipidia euterpe är en tvåvingeart som först beskrevs av Alexander 1961.  Rhipidia euterpe ingår i släktet Rhipidia och familjen småharkrankar.
Artens utbredningsområde är Madagaskar. Inga underarter finns listade i Catalogue of Life.